# Agência Fotocom
Agência Fotocom foi um veículo de comunicação de fotojornalismo independente do Brasil. Em 2003, ganhou o Prêmio ExxonMobil de Jornalismo, o Esso de fotografia, concedido a Márcio Rodrigues, pela obra "Vôo para a Morte". O site pública fotos para uso gratuito.